# Blang Gandai
Blang Gandai is een bestuurslaag in het regentschap Bireuen van de provincie Atjeh, Indonesië. Blang Gandai telt 1136 inwoners (volkstelling 2010).